# Premios BMI
Los Premios BMI —en inglés: BMI Awards—son ceremonias anuales de premiación para compositores de diversos géneros organizadas por Broadcast Music, Inc..

## Ceremonias
El principal premio de música pop fue fundado en 1952. 
La 63.ª edición anual de BMI Pop Awards se celebró en el Beverly Wilshire Hotel en Beverly Hills, California, el 13 de mayo de 2015.
El 64.º anual BMI los premios tuvieron lugar el 10 de mayo de 2016, con Taylor Swift que gana el primer premio Taylor Swift. [cita requerida]